# Palais des sports de Beaublanc
Palais des sports de Beaublanc – francuska hala sportowo-widowiskowa w Limoges. Została otwarta w 1981. Mecze na nim rozgrywa miejscowy klub CSP Limoges. Hala może pomieścić 6500 widzów.